# Уошито (округ, Оклахома)
Округ Уошито (англ. Washita County) располагается в штате Оклахома, США. Официально образован в 1907 году. По состоянию на 2012 год, численность населения составляла 11 622 человека.

## География
По данным Бюро переписи США, общая площадь округа равняется 2613 км², из которых 2599 км² — суша, а 15 км² (или 0,57%) — водоёмы.

## Население
По данным переписи населения 2010 года в округе проживает 11 629 жителей в составе 4 599 домашних хозяйств и 3 186 семей. Плотность населения составляет 4,40 человека на км2. На территории округа насчитывается 5 479 жилых строений, при плотности застройки около 2,10-ти строений на км2. Расовый состав населения: белые — 95,80 %, афроамериканцы — 0,70 %, коренные американцы (индейцы) — 3,00 %, азиаты — 0,20 %, гавайцы — 0,10 %, представители других рас — 3,60 %, представители двух или более рас — 4,20 %. Испаноязычные составляли 0,00 % населения независимо от расы.
В составе 33,10 % из общего числа домашних хозяйств проживают дети в возрасте до 18 лет, 54,80 % домашних хозяйств представляют собой супружеские пары проживающие вместе, 9,50 % домашних хозяйств представляют собой одиноких женщин без супруга, 30,70 % домашних хозяйств не имеют отношения к семьям, 27,10 % домашних хозяйств состоят из одного человека, 13,00 % домашних хозяйств состоят из престарелых (65 лет и старше), проживающих в одиночестве. Средний размер домашнего хозяйства составляет 2,48 человека, и средний размер семьи 2,98 человека.
Возрастной состав округа: 25,80 % моложе 18 лет, 7,40 % от 18 до 24, 23,40 % от 25 до 44, 26,30 % от 45 до 64 и 26,30 % от 65 и старше. Средний возраст жителя округа 39 лет. На каждые 100 женщин приходится 93,90 мужчин. На каждые 100 женщин старше 18 лет приходится 89,20 мужчин.
Средний доход на домохозяйство в округе составлял 44 331 USD, на семью — 56 619 USD. Среднестатистический заработок мужчины был 42 149 USD против 31 402 USD для женщины. Доход на душу населения составлял 22 781 USD. Около 12,00 % семей и 16,00 % общего населения находились ниже черты бедности, в том числе — 25,00 % молодёжи (тех, кому ещё не исполнилось 18 лет) и 10,70 % тех, кому было уже больше 65 лет.

## Климат
Как и большая часть Оклахомы, Нью-Корделл имеет влажный субтропический климат (по классификации Кёппена — Cfa), хотя он почти достаточно сухой, чтобы считаться прохладным полузасушливым климатом (BSk). 
Лето жаркое или душное, и обычно сухое, в то время как зима в среднем прохладная к полудню и морозная к утру, но показывает экстремальные колебания от очень теплого из-за нисходящих ветров шинук до холодных периодов, когда преобладают арктические воздушные массы. 
Самые обильные осадки выпадают весной из-за гроз, хотя иногда остаточные дождевые депрессии летом и осенью приносят сюда очень сильные дожди.

## Интересные факты
В 1973—1974 годы в округе была пробурена глубочайшая на тот момент в мире скважина Берта Роджерс.